# Aliocha Nikolaïev
Pour les articles homonymes, voir Nikolaïev.
Alexeï Gennadievitch Nikolaïev (russe : Алексей Геннадиевич Николаев), dit Aliocha Nikolaïev (russe : Алёша Николаев), né en 1959 et mort en 1977, est un compositeur soviétique.

## Musique
La musique d'Aliocha Nikolaïev puise souvent son inspiration dans le folklore russe.

## Liste des œuvres

### Piano
- Conte de fées « la Princesse-serpent »
- Suite de la Hutte de Chat

### Musique de Chambre
- Quintette pour deux violons, une contrebasse et deux violoncelles
- Suite pour hautbois et piano
- Trio pour deux flûtes et violoncelle